# Albrecht Mertz von Quirnheim
Albrecht Mertz von Quirnheim (München, 1905. március 25. – Berlin, 1944. július 21.) második világháborús német katona, a német hadsereg ezredese, a Walküre hadművelet egyik főbb résztvevője.

## Fiatalkora
Quirnheim a bajorországi Münchenben született, Hermann Mertz von Quirnheim fiaként, aki a bajor vezérkari csapatok kapitányaként szolgált, és Walter Hohmann unokaöccse volt. Fiatalkorát a bajor fővárosban töltötte, mielőtt apja a Birodalmi Levéltár (Reichsarchiv) vezetője lett, így a család a poroszországi Potsdamba költözött. Még gyerekként összebarátkozott Hans-Jürgen von Blumenthallal, valamint később családi kapcsolatai révén megismerte a Haeften-testvéreket, Werner von Haeftent és Hans Bernd von Haeftent, akik a későbbiekben mindketten résztvevőivé váltak az Adolf Hitler elleni merényletnek.

## Katonai pályafutása
Érettségijét követően, 1923-ban csatlakozott a Reichswehrhez. Claus von Stauffenberggel, aki a későbbi július 20-i merénylet legfontosabb szereplője lett, 1925-ben barátkozott össze, de az összeesküvők köréhez csak 1943-ban csatlakozott Blumenthal révén.

### Második világháború
A második világháború kitörését követően személyzeti tisztté nevezték ki a tiszti hivatal szervezeti egységénél. Eleinte örült Hitler hatalomra kerülésének, ám fokozatosan elzárkózott az új kormánytól, miután észrevette annak kegyetlenségét. 1941-ben például támogatta az emberségesebb bánásmód bevezetését a megszállt kelet-európai területek polgári lakosságával szemben, amely heves vitát idézett elő Alfred Rosenberg, a megszállt keleti területeket ellenőrző birodalmi miniszter és Erich Koch, az ukrán birodalmi komisszár között.
1942-ben előléptették alezredessé, valamint a keleti front 24. hadtestjének személyi vezetőjévé, Quirnheim pedig ez idő alatt szorosabbra fűzte kapcsolatát a nácik ellen szervezkedő ellenállókkal sógorán, Wilhelm Dieckmann-on keresztül. 1943-ban ezredessé léptették elő, az év későbbi részében pedig feleségül vette Hilde Baier-t.

### A július 20-i merénylet

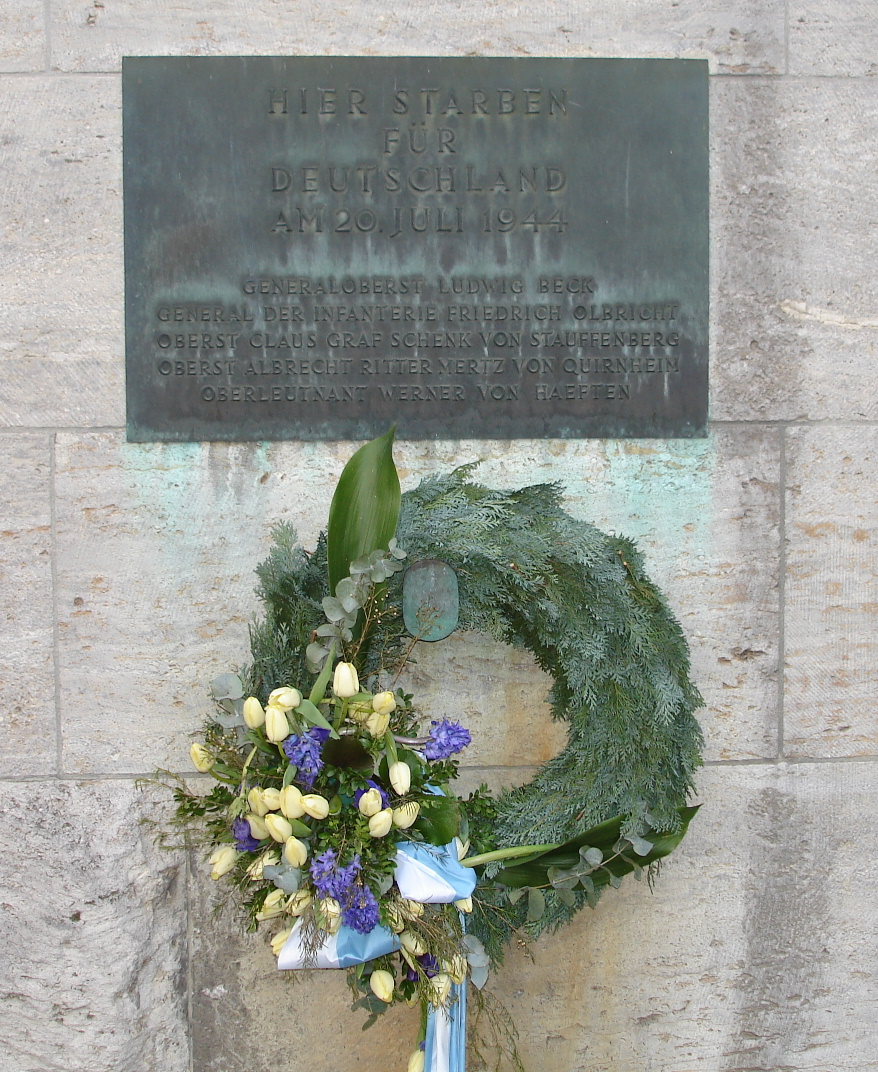
A Bendlerblock udvarán kivégzett ellenállók emlékműve

1943 szeptemberére Quirnheim már részese volt az ellenállási mozgalomnak. Stauffenberg ezredes és felettesük, Friedrich Olbricht tábornok mellett ő is részt vett a Walküre hadművelet elkészítésében, amely Hitler halála esetén segítette volna az ellenállók hatalomátvételét és a náci rezsim megdöntését. Quirnheim vette át Stauffenberg helyét a berlini Haderőhivatal főnökeként. Miután 1944. július 20-án a kelet-poroszországi Farkasveremben felrobbant a Stauffenberg által elhelyezett bomba, Quirnheim sürgetni kezdte Olbricht tábornokot, hogy indítsák el a Walküre hadműveletet, habár nem tudhatták biztosan hogy Hitler meghalt, mert nem kaptak róla megerősítést, és később arról kezdtek el terjedni a hírek, hogy a Führer túlélte a merényletet.
A puccskísérlet végül kudarcba fulladt, Hitler valóban túlélte a merényletet, a hatalomátvétel pedig nem sikerült. Az esti órákra Quirnheim, valamint Stauffenberg, Olbricht, Haeften őrnagy és Ludwig Beck is letartóztatásra kerültek a Bendlerblock területén. Friedrich Fromm tábornok jóváhagyta Beck öngyilkossági kérelmét, a négy aktív összeesküvőt pedig egy gyors, rögtönzött hadbírósági eljárás során golyó általi halálra ítélte, ezzel próbálva elterelni a figyelmet saját érintettségéről az összeesküvésben. A négy katonát nem sokkal éjfél után, a Bendlerblock udvarán végezték ki sortűzzel, Quirnheim a második volt akin végrehajtották az ítéletet Olbricht után. A holttesteket a Matthäusi templomkertben temették el Berlin Schöneberg kerületében, ahol egy szikla állít emléket az eseménynek. Heinrich Himmler parancsára később a holttesteket exhumálták és elhamvasztották, a hamvakat pedig szétszórták. A Bendlerblock falán ma Quirnheim és társai kivégzésének emléktáblája található.
A kivégzést követően pár nappal Quirnheim szüleit és egyik lánytestvérét letartóztatta a Gestapo, sógorát, Wilhelm Dieckmannt pedig 1944. szeptember 13-án kivégezték.

## Megjelenése a kultúrában
- A 2008-as Valkűr című filmben Christian Berkel játssza.

## Fordítás
- Ez a szócikk részben vagy egészben  az   Albrecht Mertz von Quirnheim című angol Wikipédia-szócikk ezen változatának fordításán alapul.  Az eredeti cikk szerkesztőit annak laptörténete sorolja fel. Ez a jelzés csupán a megfogalmazás eredetét és a szerzői jogokat jelzi, nem szolgál a cikkben szereplő információk forrásmegjelöléseként.

## Külső hivatkozások
- Fénykép Albrecht Mertz von Quirnheimről és unokaöccséről, Arend-Heinrich Dieckmannról Archiválva 2005. október 24-i dátummal a Wayback Machine-ben